# 野田貞雄
野田 貞雄（のだ さだお、1892年（明治25年）1月12日 - 1945年（昭和20年）6月21日）は、日本の教育者。沖縄師範学校校長在任中、鉄血勤皇隊及びひめゆり学徒隊を編成し、沖縄戦にて戦死した。墓は多磨霊園。熊本県出身。

## 経歴
熊本県生まれ。後に東京府に転居し、麹町小学校、東京高等師範学校東京高師専攻科卒業。卒業後、京都・岡山の高等女学校でそれぞれ教授を歴任。その後、岡山県視学官、茨城県女子師範学校校長を経て、1943年に沖縄師範学校校長に就任。1945年3月、アメリカ軍が沖縄に上陸し沖縄戦開戦。それに伴い、同校校長として職員・生徒による鉄血勤皇隊（男子）・ひめゆり学徒隊（女子）の編成を指揮し、日本軍の戦闘作戦に従事した。沖縄戦敗戦を迎えた6月20日、アメリカ軍の猛烈な艦砲射撃を受けて戦死。激しい戦闘の最中、生き残った職員・生徒を集めて労い「死を急がず生き永らえよ」と諭すなど、その明朗かつ情念に満ちた人柄は生徒から慈父として仰がれた。戦後、その業績から教育者の鑑として文部大臣表彰を受け、健児の塔・ひめゆりの塔に祀られた。 